# Više nisam tvoja
Više nisam tvoja (ang.: „I Can’t be Your Lover”) – utwór chorwackiej wokalistki Claudii Beni, napisany przez Andreja Babića, nagrany oraz wydany w 2003 roku na re-edycji debiutanckiego albumu studyjnego artystki pt. Claudia.

## Historia utworu

### Wykonania na żywo:Dora, Konkurs Piosenki Eurowizji 2003
W 2003 roku singiel został zakwalifikowany do stawki konkursowej krajowego festiwalu Dora 2003, do którego zgłoszonych zostało łącznie ponad 250 propozycji. Piosenka została zaprezentowana przez Beni podczas pierwszego koncertu półfinałowego, który odbył się 7 marca, i awansowała do rundy finałowej organizowanej dwa dni później. Otrzymała w nim maksymalną ilość punktów od wszystkich pięciu regionów głosujących podczas koncertu i zajęła pierwsze miejsce, zostając tym samym chorwacką propozycją na 48. Konkurs Piosenki Eurowizji.
Po wygraniu eliminacji wokalistka wyruszyła w europejską mini-trasę koncertową promującą singiel, występując w Wiedniu, Nikozji i Atenach. W finale Konkursu, który odbył się 24 maja w Hali Olimpijskiej „Skonto”, zaśpiewała swoją propozycję po chorwacku i angielsku, podczas występu towarzyszył jej chórek w składzie: Andrej Babić, Ana Kabalin, Saša Hajdinić, Martina Majerle i Amira Hidić. Utwór otrzymał łącznie 27 punktów, zajmując ostatecznie 16. miejsce w finałowej klasyfikacji.